# Most Parenzana Portorož
Most Parenzana Portorož je kamnit most, ki se nahaja na Parenzani na Senčni v Portorožu, pol kilometra od Lucije. Most je bil zgrajen leta 1901 in je kot nadvoz pri postajališču 
v Portorožu služil za prehajanje poti prebivalcev čez železniško progo med Trstom in Porečom.
Gradnja mostu se je začela konec leta 1900 in bila končana konec pomladi 1901, most pa je bil odprt leta 1902. Zgrajen je v lokalnem flišnem peščenjaku iz pravilno obdelanih kamnitih kosov. Na vrhu mostu je zgrajena malo več kot pol metra visoka železna ograja. Razpon čez cesto omogočata dva sekundarna in glavni lok. Most je visok 4 metre in pol, širok pol metra in dolg 12 metrov. Stal je 38 km od izhodiščne postaje v Trstu. Most je imel tri oboke s svetlo odprtino 3,8 metra.
Potem, ko je most 35 let služil kot nadvoz pri postajališču v Portorožu, je tudi po ukinitvi proge avgusta 1935 služil za prehajanje prebivalcev čez cesto. Leta 2008 je bil most, po sprejemu in otvoritvi sprehajalno-kolesarske poti Parenzana - Pot Zdravja In Prijateljstva, dodatno prenovljen, danes pa povezuje Ulico Vesna in Senčno pot v Portorožu, pri hišah Vesna 24 in Senčna pot 67 v Portorožu.